# Macromitrium dielsii
Macromitrium dielsii är en bladmossart som beskrevs av Brotherus, Dale Hadley Vitt och Helen Patricia Ramsay 1985. Macromitrium dielsii ingår i släktet Macromitrium och familjen Orthotrichaceae. Inga underarter finns listade i Catalogue of Life.